# 카차 플린트
카차 플린트(Katja Flint, 1959년 11월 11일 ~ )는 독일의 배우이다.